# UFO (Fernsehserie)
UFO ist eine britische Science-Fiction-Fernsehserie von Gerry und Sylvia Anderson, die von 1970 bis 1971 erstmals ausgestrahlt wurde.

## Inhalt
In den 1969/1970 produzierten 26 Episoden kämpft die geheime von mehreren nationalen Regierungen finanzierte Organisation S.H.A.D.O. (Abkürzung für Supreme Headquarters Alien Defence Organisation; engl. shadow = Schatten) in den 1980er-Jahren gegen feindselige Außerirdische, die Menschen entführen und die Erde bedrohen. Die Zentrale von S.H.A.D.O. liegt zur Tarnung unterhalb eines Filmstudios in Südengland. Von hier aus werden die verschiedenen Verteidigungslinien koordiniert: eine KI-gesteuerte Überwachungsstation im Weltraum (SID); die Mondbasis, von der aus Raumjäger den UFOs entgegengeschickt werden können; das Mehrzweck-Uboot „Skydiver“, dessen vordere Hälfte abkoppeln und als atmosphärischer Abfangjäger UFOs aufhalten kann sowie gegen bereits gelandete UFOs die gepanzerten Bodenfahrzeuge.
Die Motive der Außerirdischen für ihre Angriffe werden so gezeichnet, dass sie menschenähnlich und als „degenerierende Rasse“ auf einem „ausgebeuteten Planeten“ an Organen für Transplantationen und generell an den Ressourcen der Erde interessiert sind. Dabei betrachten sie die Menschen in der Regel so, wie diese ihrerseits Haustiere oder Jagdwild. Erst in der zweiten Serienhälfte wird die Möglichkeit deutlich, dass das menschliche Aussehen der Außerirdischen darauf zurückzuführen sein könnte, dass sie entführte menschliche Körper psychisch kontrollieren. Die Herkunft der Außerirdischen wird nie geklärt, obwohl in einer Folge eine menschliche Spionagesonde zu deren Ursprungsplaneten gelangt – die Fotos dieser Sonde werden nur unvollkommen (und über eine unbekannte Entfernung) zur Erde übertragen.
Die Interessen der Menschen sind neben dem allgemeinen Überlebenswillen und einer vorherrschenden guten Zusammenarbeit auch von wiederkehrenden internen Konkurrenzkämpfen und Misstrauen gekennzeichnet, so dass SHADO bis zum Schluss der Serie geheim bleibt. Mangels öffentlicher Bekanntheit des Abwehrkriegs kann SHADO nur auf begrenzte Ressourcen zurückgreifen, um die ihr Chef immer wieder ringen muss.
Die einzelnen Folgen der Serie sind weitgehend als in sich abgeschlossene Geschichten konzipiert, die verschiedene Seiten des Abwehrkriegs und des Privatlebens der menschlichen Akteure zeigen. Daneben gibt es einige wenige Merkmale, die eine folgenübergreifende Entwicklung aufweisen. Dies bezieht sich im Wesentlichen auf das kontinuierliche Wettrüsten zwischen Menschen und Außerirdischen; die Geschichten der menschlichen Akteure werden, bis auf wenige Ausnahmen (Commander Straker), nur bruchstückhaft oder gar nicht erzählt. In der ersten Folge erzielen die Menschen einen ortungstechnischen Durchbruch, der eine zuverlässige Erfassung der UFOs ermöglicht. Da die Außerirdischen trotz ihrer laserähnlichen Waffen im direkten Raumkampf bzw. Luftkampf den Menschen unterlegen sind, verzeichnet SHADO nun kontinuierlich Abschüsse, meist schon im äußeren Verteidigungsring (die Mondbasis-Abfangjäger). Die in der Serie gezeigten Gründe für diese taktische Unterlegenheit der UFOs liegen entweder in ihrer geringen Waffen-Reichweite oder trägen Reaktionszeiten. Überdies greifen die UFOs lange nur einzeln oder maximal zu dritt an. Auch Spionage- und Infiltrationsangriffe kann SHADO abwehren. Ab etwa der Mitte der Serie variieren die Außerirdischen stärker ihre Taktiken und setzen immer stärker auf PSI-Angriffe, meistens hypnotischer Art. „Umgedrehte“ Menschen verüben gezielte Attentate auf SHADO-Führungspersonen oder attackieren als lebende Bomben gleich ganze Einrichtungen oder Kampffahrzeuge. Auch Doppelgänger kommen in einer Folge vor. Einmal infiltriert eine „umgedrehte“ Katze das SHADO-Hauptquartier. Gegen Ende kommt es erstmals zu Angriffen ganzer UFO-Flotten, auch mit neuen Wasser-Luft-Waffen. Die Menschen reagieren auf diese Entwicklung relativ träge. Waffentechnisch werden einerseits mehr Skydiver und andererseits Mondboden-gestützte Luftabwehrfahrzeuge eingesetzt, insgesamt bleiben aber beide Verteidigungslinien dünn; es gibt keine Entwicklung neuer Waffen und auch die Mondbasis selbst wird nie ausgebaut und stabiler gesichert. Die größten Verluste sind aber darauf zurückzuführen, dass die Menschen sich nur sehr langsam auf die PSI-Attacken einstellen und bis zum Schluss wenig Kreativität für deren Abwehr mobilisieren können. Vorausschau ist auf diesem Gebiet nicht zu erkennen, es bleibt der spontanen Intuition und dem taktischen Genie der SHADO-Führung überlassen, das Schlimmste abzuwehren. Letztlich reicht dies, um den Außerirdischen immer einen Schritt voraus zu sein.

### Episoden
Folgen, die nicht synchronisiert wurden, sind mit kursiv gesetztem deutschen Titel aufgeführt. Diese Titel wurden erst für die DVD-Veröffentlichung vergeben. Die Nummerierung bezieht sich auf die Produktionsreihenfolge der DVDs.
Die deutsche Erstausstrahlung erfolgte in den 1970er-Jahren im ZDF. 2015/2016 wurden die restlichen Folgen erstmals mit Originalton bei Family TV gezeigt, sowie 2018 bei ARD alpha.
| Nr. | Deutscher Titel            | Originaltitel            | Erstausstrahlung Großbritannien | Deutschsprachige Erstausstrahlung (D) | Anmerkung                                  |
| --- | -------------------------- | ------------------------ | ------------------------------- | ------------------------------------- | ------------------------------------------ |
| 1   | Der erste Alarm            | Identified               | 16. Sep. 1970                   | 8. Juni 1971                          |                                            |
| 2   | Computer lügen nicht       | Computer Affair          | 15. Mai 1971                    | 12. Okt. 1971                         |                                            |
| 3   | Verrat in eigenen Reihen   | Flight Path              | 20. Jan. 1971                   | 2015 oder 13.03.2016                  | englische Version mit deutschem Untertitel |
| 4   | Testpilot Paul Foster      | Exposed                  | 23. Sep. 1970                   | 22. Juni 1971                         |                                            |
| 5   | Die Begegnung              | Survival                 | 6. Jan. 1971                    | 6. Juli 1971                          |                                            |
| 6   | Falle im Weltraum          | Conflict                 | 7. Okt. 1970                    | 20. Juli 1971                         |                                            |
| 7   | Mondbasis – Bitte melden   | The Dalotek Affair       | 10. Feb. 1971                   | 28. Sep. 1971                         |                                            |
| 8   | Der Fremde                 | A Question of Priorities | 14. Okt. 1970                   | 3. Aug. 1971                          |                                            |
| 9   | Die Entführung             | Ordeal                   | 14. Apr. 1971                   | 17. Aug. 1971                         |                                            |
| 10  | S.H.A.D.O. ruft Sovatex    | The Responsibility Seat  | 8. März 1973                    | 26. Okt. 1971                         |                                            |
| 11  | Ein mörderischer Plan      | The Square Triangle      | 9. Dez. 1970                    | 2015 oder 28.02.2016                  | englische Version mit deutschem Untertitel |
| 12  | Militärgericht             | Court Martial            | 1. Mai 1971                     | 2015 oder 23.03.2016                  | englische Version mit deutschem Untertitel |
| 13  | Ziel unbekannt             | Close up                 | 16. Dez. 1970                   | 31. Aug. 1971                         |                                            |
| 14  | Alles hat einen Anfang     | Confetti Check A-O.K.    | 10. Juli 1971                   | 2015 oder 27.03.2016                  | englische Version mit deutschem Untertitel |
| 15  | Übersinnliche Wahrnehmung  | E.S.P.                   | 21. Okt. 1970                   | 2015 oder 10.04.2016                  | englische Version mit deutschem Untertitel |
| 16  | Töten Sie Straker          | Kill Straker!            | 4. Nov. 1970                    | 14. Sep. 1971                         |                                            |
| 17  | Gefangen unter Wasser      | Sub-Smash                | 11. Nov. 1970                   | 2015 oder 17.04.2016                  | englische Version mit deutschem Untertitel |
| 18  | Der Ton der Stille         | The Sound of Silence     | 17. Juli 1971                   | 2015 oder 27.03.2016                  | englische Version mit deutschem Untertitel |
| 19  | Die Siamkatze              | The Cat with Ten Lives   | 30. Sep. 1970                   | 9. Nov. 1971                          |                                            |
| 20  | Alarmstufe Rot             | Destruction              | 2. Dez. 1970                    | 21. Dez. 1971                         |                                            |
| 21  | Der Mann, der zurück kam   | The man who came back    | 3. Feb. 1971                    | 23. Nov. 1971                         |                                            |
| 22  | Die fremde Kraft           | The Psychobombs          | 30. Dez. 1970                   | 7. Dez. 1971                          |                                            |
| 23  | Mr. Andersons Doppelgänger | Reflections in the Water | 24. Juli 1971                   | 4. Jan. 1972                          |                                            |
| 24  | Die Zeitfalle              | Timelash                 | 17. Feb. 1971                   | 2015 oder 20.03.2016                  | englische Version mit deutschem Untertitel |
| 25  | Tödliche Träume            | Mindbender               | 13. Jan. 1971                   | 18. Jan. 1972                         |                                            |
| 26  | Der lange Schlaf           | The Long Sleep           | 15. März 1973                   | 2015 oder 03.04.2016                  | englische Version mit deutschem Untertitel |

1. 1 2 3 4 5 6 7 8 9  Ausstrahlung evtl. vom 07.09.2015 – 04.10.2015 auf Family TV, das exakte Datum ist allerdings nicht belegt (siehe wahrscheinliche Ausstrahlungsdaten auf fernsehserien.de bei Family TV 2015)

### Absetzung der Serie
Eine zweite Staffel war ursprünglich geplant, doch da der Geldgeber eine neue Serie beginnen wollte, wurde UFO eingestellt; zu diesem Zeitpunkt war der Erfolg noch nicht absehbar, weil noch keine Episode gesendet worden war. Die ursprünglich geplante Fortsetzung sollte weiter in der Zukunft spielen und den Arbeitstitel UFO: 1999 tragen. Später bekam das Projekt den Titel Space Journey: 1999, wurde letzten Endes zu Space: 1999 (Mondbasis Alpha 1) und hatte dann sehr wenig mit UFO zu tun. Die Firma e-m-s veröffentlichte als Bonus-Material bei den Mondbasis-Alpha-1-DVDs im DVD-ROM-Teil einen UFO/Space: 1999-Crossover-Roman als PDF-Datei mit dem Titel Die lange Finsternis.
Um den Jahrtausendwechsel wurde kurzzeitig über eine Neuauflage von UFO nachgedacht, doch letztlich wurden die Pläne aus verschiedenen Gründen wieder verworfen.

## Deutsche Bearbeitung
Von den 26 produzierten Episoden wurden 17 eingekauft und synchronisiert. Vier der vom ZDF ausgewählten Episoden wurden für die deutsche Fassung von UFO gekürzt; zwei davon wurden inhaltlich verändert: In der ersten Folge der Serie entfernte man die letzte Szene, in der zu sehen ist, wie ein Sarg in einem Krematorium dem Feuer übergeben wird. Der Sarg ist aber leer, da das Opfer einem UFO-Angriff zum Opfer fiel und die Angehörigen nicht wissen dürfen, was wirklich geschehen war.
In der Folge Der Fremde (im Original A Question of Priorities) wird Commander Strakers Sohn bei einem Autounfall schwer verletzt und benötigt ein Medikament, das aus den USA eingeflogen werden muss. Straker beauftragt eine S.H.A.D.O.-Maschine mit dem Transport, die wegen eines UFO-Zwischenfalls aber umdirigiert werden muss. Das Medikament trifft daraufhin zu spät ein und Strakers Sohn stirbt in der Originalfassung; in der deutschen Version überlebt er hingegen. Dafür wurde das Ende der Episode umgeschnitten und mit einem neuen Text versehen, in dem erklärt wird, dass Strakers Sohn lebt. Die folgende Szene, in der im Original die Todesnachricht überbracht wird und Strakers Ex-Frau zusammenbricht, wurde entfernt und durch eine Szene ersetzt, in der Strakers Sohn im Krankenhausbett liegt und schläft.
Als die Serie synchronisiert wurde, war bereits klar, dass es keine zweite Staffel geben würde. Man war daher bestrebt, der deutschen Serienfassung ein definitives Ende zu geben. So veränderte man den letzten Dialog der Folge Tödliche Träume (Mindbender), die im deutschen Fernsehen als letzte Folge ausgestrahlt wurde, und lässt Straker erklären, dass die Bedrohung nun vorüber ist: „War das ihr letzter Versuch? Haben sie ihr letztes UFO dafür geopfert?“ (Original: „It was a boobie trap.“ „Yes, aimed on our mind.“)
Auch der Vorspann wurde verändert: Die erste Szene, in der einem Außerirdischen die Kontaktlinsen entfernt werden, wurde geschnitten. Außerdem ersetzte man die Jahreszahl 1980, die man zwischen den kurzen Szenen aufblitzen sieht, in denen die Arbeit der Organisation S.H.A.D.O. vorgestellt wird, durch andere Bilder. Der restliche Vorspann entspricht dem Original. Auch die Titelmusik von Barry Gray blieb erhalten.
Die Episode SHADO ruft Sovatex (The Responsibility Seat) wurde in Deutschland bereits zwei Jahre vor der Erstausstrahlung im Ursprungsland Großbritannien gesendet.

### Ausstrahlung in Deutschland
Die 17 synchronisierten Episoden wurden zwischen dem 8. Juni 1971 und dem 18. Januar 1972 im Abstand von jeweils zwei Wochen im ZDF gesendet und erstmals 1985 von Sat.1 wiederholt. Weitere Wiederholungen erfolgten durch ProSieben und zuletzt im Jahr 2000 durch tm3. Alle 26 Folgen wurden ab September 2015 erstmals im Spartenkanal Family TV ausgestrahlt. Bei den Ausstrahlungen auf Family TV handelte es sich um die ungekürzte DVD-Version. Die für die deutsche Fassung herausgeschnittenen Sequenzen der vier zuvor genannten Folgen sind im englischen Originalton enthalten. Die neun Folgen, die seit 1971 nicht synchronisiert und auch nicht ausgestrahlt worden waren, wurden in Family TV komplett in der englischen Originalfassung ohne Untertitel gezeigt. Ab dem 14. September 2018 wurden alle Folgen der Serie auf dem Spartensender ARD-alpha im englischen Originalton ausgestrahlt.

### Synchronsprecher
| Figur                   | Sprecher           |
| ----------------------- | ------------------ |
| Commander Ed Straker    | Jürgen Thormann    |
| Colonel Paul Foster     | Christian Brückner |
| Colonel Virginia Lake   | Gisela Fritsch     |
| Colonel Alec Freeman    | Heinz Petruo       |
| Lt. Gay Ellis           | Brigitte Grothum   |
| Captain Peter Carlin    | Claus Jurichs      |
| Miss Ealand             | Almut Eggert       |
| SID                     | Horst Niendorf     |
| General James Henderson | Werner Peters      |

Deutsche Bearbeitung: Rondo-Film

## Konzeptionelle Ausstattung
Kennzeichnend für die Serie sind die von Sylvia Anderson entworfenen, eleganten bis schrillen Kostüme und Inneneinrichtungen, die den Zeitgeist der späten 1960er-Jahre widerspiegeln. Vor allem aber die von Derek Meddings gestalteten Tricksequenzen mit detaillierten Modellbauten von futuristischen Fahrzeugen, Flugmaschinen, Raumschiffen und Stationen. Diese sind sehr aufwendig gestaltet und teilweise nur in einzelnen Episoden zu sehen. In der Serie sind folgende Fortbewegungsmittel und Basen zu sehen:
| Liste der Fahrzeuge und Basen |
| --- |
| - Mobiles (Erde): Bewaffnete Kettenfahrzeuge mit Spähausrüstung, die durch verschiedene Transportsysteme schnell und global verlegt werden können. Für den Einsatz im Gelände ideal, für die Straße nur bedingt tauglich. - Mobile Transporter (Erde): Schwere Tieflader mit geschlossenem Aufbau, die die Mobiles wesentlich schneller zum Einsatzort brachten, als sie es selbst könnten. Erst vor Ort fuhren die Mobiles aus dem Container zum Einsatz. Wurden nur in nichtsynchronisierten Episoden gezeigt (z. B. Folge 15: Übersinnliche Wahrnehmung), sodass das deutsche Publikum den Eindruck erhielt, die Mobiles fahren selbständig auch zum Einsatzort. - SHADAIR Mobile-Transporter (Erde): Transportflugzeuge, die mindestens zwei Mobiles aufnehmen und auf allen Kontinenten verlegen können. - Skydiver (Erde): Sky bezeichnete einen Ein-Mann-Abfangjäger, der für die Zeit des Nichteinsatzes mit dem Diver, einem U-Boot, gekoppelt war. Es gab mehrere Skydiver, die unter Wasser patrouillierten und mit ihren Abfangjägern schnell einsatzfähig waren. Die Existenz mehrerer Skydiver wurde nur in zwei Episoden genannt. Der Jäger konnte unter Wasser gestartet werden, wofür das U-Boot eine Startposition in ca. 40 Grad Schräglage bezog, die mit dem Bug nach oben zeigte. - SID (Erdorbit): Vollautomatische Überwachungsraumstation ohne Besatzung, die jegliche Annäherung von fremdartigen Flugobjekten an das Hauptquartier und die Mondbasis meldete. SID ist die englische Abkürzung von Space Intruder Detector. - Lunar Module (Erde/Mond): Raumfähre zwischen Mondbasis und Erde zum Transport von Personen und kleineren Gütern. Das Lunar Module startete und landete von/auf einem Flugzeug, das über eine U-förmige Haltebucht verfügte, in die sich das Lunar Module beim Start nach hinten heraus bzw. bei der Landung nach vorne hineinschob. - Interceptors (Mond): Drei auf dem Mond stationierte Ein-Mann-Abfangjäger, die als Bug eine große Rakete zum Abschuss der UFOs mitführten. Allein die Rakete machte fast die halbe Länge der Interceptors aus. Dass sie nur mit einer einzigen Rakete bestückt waren, wurde von einigen Fans kritisiert, doch dadurch ergaben sich wieder neue Handlungsmöglichkeiten. - Mondbasis (Mond): Vier kugelförmige Module, die kreuzähnlich miteinander verbunden waren und neben Hangars für Interceptors, Moon Mobiles und Rocket Launcher über eine Start- und Landerampe für das Lunar Module, eine Einsatzzentrale sowie Versorgungs-, Wohn- und Freizeitmodule verfügten. - Moon Mobile (Mond), auch Moon-Hopper genannt: Bestehend aus zwei mit einer Röhre verbundenen Kugeln und vier Landestützen zum Einsatz auf der Mondoberfläche. Erhält dadurch ein insektenartiges Aussehen. - Rocket Launcher (Mond): unbemannte kettenangetriebene Raketenwerfer für die Verteidigung der Mondbasis gegen angreifende UFOs - Shadair (Erde): Überschallflugzeug à la Concorde zum Transport von Personen und kleineren Gütern (z. B. Medizin etc.). - Head Quarters (Erde): Das Hauptquartier von S.H.A.D.O. wurde unter der Erde unterhalb einer Filmproduktionsgesellschaft gebaut. Straker beaufsichtigte die Bauphase und wurde dafür von General Henderson mit dem Posten des S.H.A.D.O.-Commanders belohnt. Straker fungiert für die Öffentlichkeit als Inhaber der Harlington-Straker Studios mit Büro oberhalb des Hauptquartiers. Ebendieses Büro funktioniert wie ein Fahrstuhl zwischen Hauptquartier und Filmgelände, zur Sicherheit wird es von einer Sekretärin beaufsichtigt. Neben diesem Büro gibt es an verschiedenen Stellen des Filmgeländes normale Fahrstühle, die bei Bedarf ebenfalls ins Hauptquartier hinunterfahren können. Im Hauptquartier selbst hat Straker noch ein separates festes Büro, damit das Fahrstuhl-Büro oberirdisch für lästige Besucher (wie Filmproduzenten etc.) leer bleiben kann, die unbedingt in Strakers Büro auf ihn warten wollen. - PKW (Erde): Die beiden stromlinienförmig gestalteten PKW von Straker und Foster mit den Flügeltüren basierten auf einem Mark 4 Ford Zodiac Chassis. Die Flügeltüren funktionierten eigentlich nicht, sondern wurden von einem außerhalb der Szene stehenden Assistenten auf und ab bewegt. Die Darsteller mussten darüber hinaus mit fehlender Kopffreiheit und in den Innenraum gelangenden Auspuffgasen fertigwerden. Weil die Wagen nicht sehr schnell fahren konnten, wurden die Schnellfahrszenen mit Zeitraffer erzeugt. Sofern ein anderer Charakter in der Serie mit einem PKW gezeigt wurde, handelte es sich immer um eines der beiden Fahrzeuge von Straker oder Foster, das für die Szene im Aussehen kurzzeitig verändert wurde. Kurioserweise findet in der Serie kein Linksverkehr mehr im Großbritannien des Jahres 1980 statt, sondern es wird rechts gefahren. Man spekulierte darauf, dass sich in dieser Zukunft der Rechtsverkehr wie auf dem europäischen Kontinent durchsetzen würde. Es gibt aber dennoch vereinzelt Filmszenen, in welchen auf der linken Straßenseite gefahren wird. - Neben den beiden PKW gab es noch die S.H.A.D.O. Jeeps als Boden-Shuttles auf dem Filmgelände und bei Einsätzen in der Umgebung des Hauptquartiers. |

## Verwandte Werke
Gerry und Sylvia Anderson waren auch für eine Reihe weiterer Science-Fiction-Serien verantwortlich, so für Mondbasis Alpha 1 (orig. Space: 1999), Captain Scarlet, Thunderbirds oder Kommando Stingray. Dabei wurden teilweise auch Marionetten in Supermarionation eingesetzt, an einigen dieser Produktionen wirkte auch der Special-Effects-Director Derek Meddings mit.

## Sonstiges
- Die Produktion der ersten 17 Episoden fand in den MGM British Studios in Borehamwood statt. Mit Beginn des Jahres 1970 wurden diese geschlossen, und die Produktion wurde nach einer mehrmonatigen Pause in die Pinewood Studios verlegt.[8] In diese Phase fielen auch die Gastauftritte von Lois Maxwell, bekannt als Miss Moneypenny aus den klassischen James-Bond-Verfilmungen, die ebenfalls in Pinewood gedreht wurden. Sie spielte in den Episoden The Cat With Ten Lives und The Man who came back Miss Holland, die Vertretung von Miss Ealand, der Vorzimmerdame und Sekretärin von Commander Ed Straker. Auffällig ist ebenfalls, dass George Sewell (alias Colonel Alec Freeman) in den Folgen, die in den Pinewood Studios gedreht wurden, nicht mehr auftritt.
- In Episode 12 der japanischen Science-Fiction-Zeichentrickserie 009-1 sieht man Adler-Raumschiffe aus Mondbasis Alpha 1 und S.H.A.D.O.-Mobile aus UFO.
- Ein vom Regisseur Matthew Gratzner für das Jahr 2015 geplanter Kinofilm mit Joshua Jackson in der Hauptrolle wurde nicht realisiert. Die Handlung des neuen Films sollte im Jahr 2020 spielen; Gerry Anderson stand dem Projekt vor seinem Tod im Jahr 2012 beratend zur Seite.[9]
- Am Anfang des Films Buddy haut den Lukas sieht man ein UFO aus Gerry Andersons UFO.
- Bei PEZ und Panini erschienen je ein Sammelbilder-Album zu UFO.
- Dinky Toys produzierte verschiedene Modellfahrzeuge der Serie aus Metall.
- Product Enterprises brachte Fertigmodelle zu UFO (und später auch Space: 1999) heraus.
- Ein Set mit drei Stereoscheiben erschien für den View-Master-Betrachter.
- Der britische Gerry-Anderson-Fanclub Fanderson veröffentlichte postkartengroße Sammelkarten zu UFO.
- Im Computerspiel XCOM: Enemy Unknown, welches thematisch der Serie UFO ähnelt, gibt es einen Kommentar von Stationscommander Bradford, dass ein „Commander Straker“ über außerirdische Invasoren berichtet.[10]
- In der Episode The Dalotek Affair (Mondbasis bitte melden!) tritt der US-amerikanische Ufologe Frank E. Stranges (1927–2008) als er selbst auf.[11]

## Merchandising

### Veröffentlichung in Deutschland auf DVD und Blu-ray
Von Epix wurden Ende 2005 alle 26 UFO-Episoden ungekürzt auf DVD herausgebracht (ein Boxset mit acht DVDs bzw. zwei Boxsets mit je vier DVDs); die neun unsynchronisierten Episoden wurden im Original belassen und mit deutschen Untertiteln versehen. Im Jahre 2008 erschien eine Gesamtedition auf sechs DVDs mit allen Folgen, die sich inhaltlich jedoch nicht von den beiden vorherigen Boxsets unterscheidet.
2021 erschien das DVD-Set erneut; allerdings nun bei PIDAX.
Am 28. November 2014 erschien die Serie komplett in HD-Qualität auf Blu-ray.

### UFO-Spielfilme
Aus mehreren Folgen zusammengeschnittene Filme (siehe Kompilationsfilm):
| Nr. | Italienischer Titel                    | Englischer Titel                  | Deutscher Titel                       | UFO-Episoden                                                                      | VÖ Italien | VÖ Deutschland |
| --- | -------------------------------------- | --------------------------------- | ------------------------------------- | --------------------------------------------------------------------------------- | ---------- | -------------- |
| 1.  | Invasione: UFO                         | Invasion: UFO                     | (nicht in Deutschland veröffentlicht) | Identified, The Computer Affair, Reflections In The Water, The Man Who Came Back  | 1980       | -              |
| 2.  | Allarme rosso… Attacco alla Terra!     | (nicht in England veröffentlicht) | 80.000 Meilen durch den Weltraum      | The Psychobombs, The Cat With Ten Lives, Timelash                                 | 1973       | 1977           |
| 3.  | Distruggete Base Luna                  | (nicht in England veröffentlicht) | (nicht in Deutschland veröffentlicht) | A Question Of Priorities, Flight Path, Confetti Check-A OK                        | 1973       | -              |
| 4.  | Annientate S.H.A.D.O. uccidete Straker | (nicht in England veröffentlicht) | Weltraumkommando S.H.A.D.O.           | The Square Triangle, Kill Straker!                                                | 1974       | 1985           |
| 5.  | Prendeteli Vivi                        | (nicht in England veröffentlicht) | (nicht in Deutschland veröffentlicht) | Reflections In The Water, Destruction und kurze Szenen aus weiteren Folgen        | 1974       | -              |
| 6.  | Contatto Radar, Stanno Atterrando      | (nicht in England veröffentlicht) | (nicht in Deutschland veröffentlicht) | Identified, Exposed, Survival, Court Martial und kurze Szenen aus weiteren Folgen | 1974       | -              |

Der Film Invasion: UFO wurde für den britischen Markt produziert, die anderen fünf für den italienischen, wo sie auch ins Kino kamen (wobei teilweise auch die Handlung durch die italienische Synchronisation verändert wurde). Alle sechs UFO-Spielfilme erschienen in Italien bei Hachette auf DVD. In Deutschland lief nur 80.000 Meilen durch den Weltraum im Kino (deutscher Kinostart: 4. November 1977). Dieser Film erschien 1981 bei UFA auch als VHS-Cassette, war jedoch bei der Videoveröffentlichung um ca. 5 Minuten gekürzt. Laser Paradise (Crest) hat die beiden Spielfilme 80.000 Meilen durch den Weltraum und Weltraumkommando S.H.A.D.O. in Hardbox in restaurierter Fassung auf DVD veröffentlicht. Mittlerweile ist der Film 80.000 Meilen durch den Weltraum von Ascot Elite vollständig in HD-Qualität auf Blu-ray erschienen. Weltraumkommando S.H.A.D.O. war in Deutschland eine VHS-Premiere und erschien 1985 bei International Home Video. Bei den Filmversionen aus Italien wurde neben der Original-Filmmusik von Barry Gray teilweise auch Filmmusik von John Barry aus James-Bond-Filmen verwendet.
Die in Deutschland veröffentlichten Filme weisen gegenüber der Serie eine andere Synchronisation mit anderen Sprechern auf. Teilweise wurden dabei Ausschnitte von Episoden synchronisiert, die nicht vom ZDF bearbeitet wurden (Ein mörderischer Plan (The Square Triangle) und Die Zeitfalle (Timelash)).
80.000 Meilen durch den Weltraum
| Charakter             | Sprecher              |
| --------------------- | --------------------- |
| Commander Ed Straker  | Fred Maire            |
| Colonel Paul Foster   | Christian Brückner    |
| Colonel Virginia Lake | Ursula Heyer          |
| Nina Barry            | Marianne Lutz         |
| Captain Steve Minto   | Lutz Riedel           |
| Dr. Doug Jackson      | Wolfgang Völz         |
| Lt. Jim Regan         | Hans-Werner Bussinger |

Weltraumkommando S.H.A.D.O
| Charakter               | Sprecher          |
| ----------------------- | ----------------- |
| Commander Ed Straker    | Peter Lakenmacher |
| Colonel Paul Foster     | Claus Wilcke      |
| Colonel Alec Freeman    | Rolf Jülich       |
| Nina Barry              | Heidi Berndt      |
| Dr. Doug Jackson        | Wolf Rahtjen      |
| General James Henderson | Gottfried Kramer  |

Deutsche Bearbeitung: Hamburger Synchron GmbH
Buch und Dialogregie: Reiner Brönneke

### Super-8-Filme
Herausgegeben von UFA (Komplettfassungen: je drei Rollen à 110 m, bzw. Kurzfassungen: eine Rolle à 110 m):
| Nr. | Deutscher Super-8-Titel    | Englischer Original-Titel | Deutscher TV-Titel    |
| --- | -------------------------- | ------------------------- | --------------------- |
| 1.  | Alarmstufe 1               | IDENTIFIED                | Der erste Alarm       |
| 2.  | Unbekannte Gefahren        | EXPOSED                   | Testpilot Paul Foster |
| 3.  | Psycho-Bomben              | THE PSYCHOBOMBS           | Die fremde Kraft      |
| 4.  | Die Katze mit den 10 Leben | THE CAT WITH TEN LIVES    | Die Siamkatze         |

### Romane
Herausgegeben vom Breitschopf-Verlag:
| Nr. | Titel                            | Autor            | ISBN          |
| --- | -------------------------------- | ---------------- | ------------- |
| 1.  | In den Fängen der Außerirdischen | V. Straub        | 3-87254-516-7 |
| 2.  | Odyssee im Weltraum              | Patrick O’Connor | 3-7004-0107-8 |
| 3.  | Die Mauer der Kälte              | Y.M. Loiseau     | 3-7004-1061-1 |

### Comics
In England erschienen insgesamt 45 UFO-Abenteuer als Fortsetzungsgeschichten in Countdown (1971) Countdown for TV Action (1972) und TV Action (1973) sowie den Sonderbänden Countdown Holiday Special, Countdown for TV Acton Holiday Special und TV Action Holiday Special. Die UFO-Comic-Abenteuer waren meistens vierfarbig, einige aber auch schwarzweiß. In Deutschland erschienen sieben UFO-Comics als Zweitgeschichten stark verkleinert (in schwarz-weiß-blau) in den Perry-Rhodan-Comics Perry – Unser Mann im All (Moewig-Verlag). Die Comics setzen die Fernsehserie logisch fort, und die S.H.A.D.O.-Leute fliegen sogar zum Heimatplaneten der Aliens.
| Nr. | Englischer Titel                       | Deutscher Titel                       | Englische Comic-Hefte                   | Deutsche Comic-Hefte          |
| --- | -------------------------------------- | ------------------------------------- | --------------------------------------- | ----------------------------- |
| 01. | UFO – STORY 1                          | (nicht in Deutschland veröffentlicht) | Countdown #1                            | (nicht erschienen)            |
| 02. | UFO – STORY 2                          | UFO (ohne Titel)                      | Countdown #2-6                          | PERRY – UNSER MANN IM ALL #61 |
| 03. | TOO OLD AT 32                          | Gefahr für die Mondbasis              | Countdown #7-11                         | PERRY – UNSER MANN IM ALL #63 |
| 04. | THE NEW BOSS                           | Alarmstufe Rot                        | Countdown #12-18                        | PERRY – UNSER MANN IM ALL #62 |
| 05. | THE FORCE FIELD                        | (nicht in Deutschland veröffentlicht) | Countdown #19-24                        | (nicht erschienen)            |
| 05. | THE FORCE FIELD II: INVASION FROM MARS | (nicht in Deutschland veröffentlicht) | Countdown #25                           | (nicht erschienen)            |
| 06. | ARCTIC AFFAIR                          | (nicht in Deutschland veröffentlicht) | Countdown #26-31                        | (nicht erschienen)            |
| 07. | THE SNATCH                             | (nicht in Deutschland veröffentlicht) | Countdown #32-37                        | (nicht erschienen)            |
| 08. | THE RENEGADE                           | Der Verräter                          | Countdown #38                           | PERRY – UNSER MANN IM ALL #85 |
| 08. | THE RENEGADE II                        | Eine heiße Spur                       | Countdown #39                           | PERRY – UNSER MANN IM ALL #86 |
| 09. | TROJAN HORSE                           | Operation Trojanisches Pferd          | Countdown #40                           | PERRY – UNSER MANN IM ALL #87 |
| 10. | THE ALIEN-HEART ATTACK                 | Herzattacke                           | Countdown #41                           | PERRY – UNSER MANN IM ALL #88 |
| 11. | CATCH OF DOOM                          | (nicht in Deutschland veröffentlicht) | Countdown #42                           | (nicht erschienen)            |
| 12. | THE COLOUR IS GREEN                    | (nicht in Deutschland veröffentlicht) | Countdown #43                           | (nicht erschienen)            |
| 13. | THE HILLBILLY AFFAIR                   | (nicht in Deutschland veröffentlicht) | Countdown #44                           | (nicht erschienen)            |
| 14. | ALIEN ESPIONAGE                        | (nicht in Deutschland veröffentlicht) | Countdown #45                           | (nicht erschienen)            |
| 15. | STRAKER SMELLS A RAT                   | (nicht in Deutschland veröffentlicht) | Countdown #46                           | (nicht erschienen)            |
| 16. | THE ALIEN TOTEM                        | (nicht in Deutschland veröffentlicht) | Countdown Holiday Special               | (nicht erschienen)            |
| 17. | THE MOVIES                             | (nicht in Deutschland veröffentlicht) | Countdown for TV Action #47             | (nicht erschienen)            |
| 18. | THE ALIEN ALLY                         | (nicht in Deutschland veröffentlicht) | Countdown for TV Action #48             | (nicht erschienen)            |
| 19. | CLOUD OF MADNESS                       | (nicht in Deutschland veröffentlicht) | Countdown for TV Action #49             | (nicht erschienen)            |
| 20. | A NEAR THING                           | (nicht in Deutschland veröffentlicht) | Countdown for TV Action #50             | (nicht erschienen)            |
| 21. | SHOCK WAVE                             | (nicht in Deutschland veröffentlicht) | Countdown for TV Action #51-52          | (nicht erschienen)            |
| 22. | GHOST SHIP                             | (nicht in Deutschland veröffentlicht) | Countdown for TV Action #53             | (nicht erschienen)            |
| 23. | WATERS OF FEAR                         | (nicht in Deutschland veröffentlicht) | Countdown for TV Action #54             | (nicht erschienen)            |
| 24. | THE KIDNAPPERS                         | (nicht in Deutschland veröffentlicht) | Countdown for TV Action #55             | (nicht erschienen)            |
| 25. | TERROR IN THE TANK                     | (nicht in Deutschland veröffentlicht) | Countdown for TV Action #56             | (nicht erschienen)            |
| 26. | THE ALIEN REVOLUTION                   | (nicht in Deutschland veröffentlicht) | Countdown for TV Action #57             | (nicht erschienen)            |
| 27. | ALIEN BRAINWAVE                        | (nicht in Deutschland veröffentlicht) | Countdown for TV Action #58             | (nicht erschienen)            |
| 28. | LET THE ALIENS LAND                    | (nicht in Deutschland veröffentlicht) | Countdown for TV Action #59-66          | (nicht erschienen)            |
| 29. | THE FINAL CLIMB                        | (nicht in Deutschland veröffentlicht) | Countdown for TV Action #67-70          | (nicht erschienen)            |
| 30. | SMALL WORLD                            | (nicht in Deutschland veröffentlicht) | Countdown for TV Action #71-77          | (nicht erschienen)            |
| 31. | EYES OF TERROR                         | (nicht in Deutschland veröffentlicht) | Countdown for TV Action #78-82          | (nicht erschienen)            |
| 32. | VOYAGE OF DISASTER                     | (nicht in Deutschland veröffentlicht) | Countdown for TV Action #83-87          | (nicht erschienen)            |
| 33. | BROTHERHOOD OF EVIL                    | (nicht in Deutschland veröffentlicht) | Countdown for TV Action #88-92          | (nicht erschienen)            |
| 34. | THE DESTRUCTIVE DECOY                  | (nicht in Deutschland veröffentlicht) | Countdown for TV Action #93-95          | (nicht erschienen)            |
| 35. | SCANNER SHUT-DOWN                      | (nicht in Deutschland veröffentlicht) | Countdown for TV Action 96-100          | (nicht erschienen)            |
| 36. | THE ROBOT RENEGADE                     | (nicht in Deutschland veröffentlicht) | Countdown for TV Action Holiday Special | (nicht erschienen)            |
| 37. | THE MILLION YEAR-OLD TRAP              | (nicht in Deutschland veröffentlicht) | TV Action #103-106                      | (nicht erschienen)            |
| 38. | THE RIVER OF DEATH                     | (nicht in Deutschland veröffentlicht) | TV Action #107                          | (nicht erschienen)            |
| 39. | SPIRIT OF FEAR                         | (nicht in Deutschland veröffentlicht) | TV Action #110-113                      | (nicht erschienen)            |
| 40. | A PROJECT OF DOOM                      | (nicht in Deutschland veröffentlicht) | TV Action #114                          | (nicht erschienen)            |
| 41. | THE ASSASSIN                           | (nicht in Deutschland veröffentlicht) | TV Action #118-121                      | (nicht erschienen)            |
| 42. | RECORDBREAKERS                         | (nicht in Deutschland veröffentlicht) | TV Action #122                          | (nicht erschienen)            |
| 43. | THEY WALK IN DARKNESS                  | (nicht in Deutschland veröffentlicht) | TV Action #125-128                      | (nicht erschienen)            |
| 44. | RETURN OF THE PHARAOH                  | (nicht in Deutschland veröffentlicht) | TV Action #129                          | (nicht erschienen)            |
| 45. | DIG FOR DANGER                         | (nicht in Deutschland veröffentlicht) | TV Action Holiday Special               | (nicht erschienen)            |